# Tetramesella
Tetramesella is een geslacht van vliesvleugeligen uit de familie Eurytomidae. De wetenschappelijke naam van dit geslacht is voor het eerst geldig gepubliceerd in 1974 door Zerova.

## Soorten
Het geslacht Tetramesella is monotypisch en omvat slechts de volgende soort:
- Tetramesella luppovae Zerova, 1974